# Okręg Bar-le-Duc
Okręg Bar-le-Duc (fr. Arrondissement de Bar-le-Duc) – okręg w północno-wschodniej Francji. Populacja wynosi 64 400.

## Podział administracyjny
W skład okręgu wchodzą następujące kantony:
- Ancerville,
- Bar-le-Duc-Nord,
- Bar-le-Duc-Sud,
- Ligny-en-Barrois,
- Montiers-sur-Saulx,
- Revigny-sur-Ornain,
- Seuil-d'Argonne,
- Vaubecourt,
- Vavincourt.